# Ельбанське міське поселення
Ельба́нське міське поселення (рос. Эльбанское городское поселение) — міське поселення у складі Амурського району Хабаровського краю Росії.
Адміністративний центр — селище міського типу Ельбан.

## Населення
Населення сільського поселення становить 11015 осіб (2019; 11976 у 2010, 13763 у 2002).

## Склад
До складу міського поселення входять:
| Населений пункт              | Населення, осіб (2002) | Населення, осіб (2010) |
| ---------------------------- | ---------------------- | ---------------------- |
| Ельбан, селище міського типу | 12909                  | 11934                  |
| Тейсін, селище               | 854                    | 42                     |